# 韋爾比夫卡 (桑博爾區)
49°38′5″N 23°11′42″E / 49.63472°N 23.19500°E
韋爾比夫卡（烏克蘭語：Вербівка），是烏克蘭西部的村莊，隸屬利維夫州的桑比爾區。該村面積6.53平方公里，海拔高度276米，2001年人口356，人口密度每平方公里54.52人。